# Веслування на байдарках і каное на Європейських іграх 2023 — байдарки-двійки, 500 метрів (чоловіки)
Змагання з веслування на байдарках-двійках на дистанції 500 м серед чоловіків на Європейських іграх 2023 відбулися 21 - 22 червня 2023 року. Участь взяли 44 спортсмени з 22 країн.

## Призери
| Золото                           | Срібло                               | Бронза                                    |
| Україна Олег Кухарик Ігор Трунов | Німеччина Фелікс Франк Мартін Гіллер | Сербія Ервін Хольперт Марко Драгосавлевич |

## Розклад
| Заїзд      | Дата      | Час   |
| ---------- | --------- | ----- |
| Заїзд 1    | 21 червня | 11:53 |
| Заїзд 2    | 21 червня | 12:00 |
| Заїзд 3    | 21 червня | 12:07 |
| Півфінал 1 | 21 червня | 17:46 |
| Півфінал 2 | 21 червня | 17:53 |
| Фінал B    | 22 червня | 15:07 |
| Фінал A    | 22 червня | 15:34 |

### Заїзди
Переможці виходять до фіналу A, решта - потрапляють до півфіналу, окрім восьмих місць. 
| Місце | Доріжка | Байдарочники                          | Країна             | Час      | Примітки |
| ----- | ------- | ------------------------------------- | ------------------ | -------- | -------- |
| 1     | 3       | Ервін Хольперт Марко Драгосавлевич    | Сербія             | 1:28.500 | FA       |
| 2     | 5       | Бенце Вайда Тамаш Шантой-Сабо         | Угорщина           | 1:29.900 | SF       |
| 3     | 6       | Ерік Влчек Акош Гачал                 | Словаччина         | 1:30.654 | SF       |
| 4     | 4       | Олег Кухарик Ігор Трунов              | Україна            | 1:31.047 | SF       |
| 5     | 2       | Янгел Стоянов Веселін Валхов          | Болгарія           | 1:33.904 | SF       |
| 6     | 8       | Георге Тента Даріуш Захарая           | Румунія            | 1:34.878 | SF       |
| 7     | 7       | Якуб Брабец Радек Шлоуф               | Чехія              | 1:46.752 | SF       |
| 8     | 1       | Владімір Малевський Нікола Малевський | Північна Македонія | 1:52.166 | x        |

| Місце | Доріжка | Байдарочники                     | Країна     | Час      | Примітки |
| ----- | ------- | -------------------------------- | ---------- | -------- | -------- |
| 1     | 4       | Жао Рібейро Мессіаш Баптіста     | Португалія | 1:29.682 | FA       |
| 2     | 5       | Фелікс Франк Мартін Гіллер       | Німеччина  | 1:29.900 | SF       |
| 3     | 6       | Брам Сіккенс Артур Петерс        | Бельгія    | 1:30.958 | SF       |
| 4     | 7       | Йоакім Ліндберг Мартін Нетелл    | Швеція     | 1:31.802 | SF       |
| 5     | 2       | Славомир Вітчак Якуб Міхальський | Польща     | 1:34.242 | SF       |
| 6     | 8       | Еліас Голлінгсетер Вемунд Єнсен  | Норвегія   | 1:35.635 | SF       |
| 7     | 7       | Манфреді Ріцца Алессандро Гнеккі | Італія     | 1:38.156 | SF       |

#### Заїзд 3[3]
| Місце | Доріжка | Байдарочники                           | Країна    | Час      | Примітки |
| ----- | ------- | -------------------------------------- | --------- | -------- | -------- |
| 1     | 5       | Міндаугас Малдоніс Андрей Олійнік      | Литва     | 1:30.377 | FA       |
| 2     | 7       | Етьєнн Юбер Франсіс Муже               | Франція   | 1:32.980 | SF       |
| 3     | 2       | Еету Колехмайнен Жеремі Крістоф Гакала | Фінляндія | 1:35.167 | SF       |
| 4     | 8       | Таха Уста Еміркан Аяклі                | Туреччина | 1:36.217 | SF       |
| 5     | 3       | Карлос Гарроте Лазаро Лопес            | Іспанія   | 1:39.504 | SF       |
| 6     | 4       | Алдіс Вілде Олексій Румянцев           | Латвія    | 1:40.934 | SF       |
| 7     | 6       | Віктор Аасмул Мортен Граверсен         | Данія     | 1:41.888 | SF       |

### Півфінали
Перші три човни виходять до фіналу A, наступні дев'ять найкращих човни виходять до фіналу B, решта - завершують змагання. 
| Місце | Доріжка | Байдарочники                    | Країна     | Час      | Примітки |
| ----- | ------- | ------------------------------- | ---------- | -------- | -------- |
| 1     | 4       | Брам Сіккенс Артур Петерс       | Бельгія    | 1:32.176 | FA       |
| 2     | 7       | Йоакім Ліндберг Мартін Нетелл   | Швеція     | 1:33.082 | FA       |
| 3     | 6       | Ерік Влчек Акош Гачал           | Словаччина | 1:33.132 | FA       |
| 4     | 5       | Етьєнн Юбер Франсіс Муже        | Франція    | 1:34.206 | FB       |
| 5     | 1       | Віктор Аасмул Мортен Граверсен  | Данія      | 1:34.696 | FB       |
| 6     | 2       | Янгел Стоянов Веселін Валхов    | Болгарія   | 1:35.273 | FB       |
| 7     | 9       | Георге Тента Даріуш Захарая     | Румунія    | 1:35.516 | FB       |
| 8     | 8       | Еліас Голлінгсетер Вемунд Єнсен | Норвегія   | 1:36.639 | x        |
| 9     | 3       | Таха Уста Еміркан Аяклі         | Туреччина  | 1:37.349 | x        |

| Місце | Доріжка | Байдарочники                           | Країна    | Час      | Примітки |
| ----- | ------- | -------------------------------------- | --------- | -------- | -------- |
| 1     | 4       | Фелікс Франк Мартін Гіллер             | Німеччина | 1:30.364 | FA       |
| 2     | 3       | Олег Кухарик Ігор Трунов               | Україна   | 1:30.398 | FA       |
| 3     | 8       | Алдіс Вілде Олексій Румянцев           | Латвія    | 1:31.475 | FA       |
| 4     | 5       | Бенце Вайда Тамаш Шантой-Сабо          | Угорщина  | 1:31.581 | FB       |
| 5     | 2       | Карлос Гарроте Лазаро Лопес            | Іспанія   | 1:32.908 | FB       |
| 6     | 7       | Славомир Вітчак Якуб Міхальський       | Польща    | 1:33.798 | FB       |
| 7     | 1       | Манфреді Ріцца Алессандро Гнеккі       | Італія    | 1:34.161 | FB       |
| 8     | 6       | Еету Колехмайнен Жеремі Крістоф Гакала | Фінляндія | 1:34.418 | FB       |
| 9     | 9       | Якуб Брабец Радек Шлоуф                | Чехія     | 1:42.759 | x        |

### Фінали
| Місце | Доріжка | Байдарочники                       | Країна     | Час      | Примітки |
| ----- | ------- | ---------------------------------- | ---------- | -------- | -------- |
| 1     | 2       | Олег Кухарик Ігор Трунов           | Україна    | 1:28.928 |          |
| 2     | 7       | Фелікс Франк Мартін Гіллер         | Німеччина  | 1:29.825 |          |
| 3     | 5       | Ервін Хольперт Марко Драгосавлевич | Сербія     | 1:29.855 |          |
| 4     | 4       | Жао Рібейро Мессіаш Баптіста       | Португалія | 1:29.870 |          |
| 5     | 6       | Міндаугас Малдоніс Андрей Олійнік  | Литва      | 1:30.310 |          |
| 6     | 3       | Брам Сіккенс Артур Петерс          | Бельгія    | 1:30.773 |          |
| 7     | 9       | Алдіс Вілде Олексій Румянцев       | Латвія     | 1:30.815 |          |
| 8     | 1       | Ерік Влчек Акош Гачал              | Словаччина | 1:31.503 |          |
| 9     | 8       | Йоакім Ліндберг Мартін Нетелл      | Швеція     | 1:32.171 |          |

| Місце | Доріжка | Байдарочники                           | Країна    | Час      | Примітки |
| ----- | ------- | -------------------------------------- | --------- | -------- | -------- |
| 10    | 4       | Бенце Вайда Тамаш Шантой-Сабо          | Угорщина  | 1:31.176 |          |
| 11    | 8       | Манфреді Ріцца Алессандро Гнеккі       | Італія    | 1:31.826 |          |
| 12    | 2       | Славомир Вітчак Якуб Міхальський       | Польща    | 1:32.081 |          |
| 13    | 5       | Етьєнн Юбер Франсіс Муже               | Франція   | 1:33.603 |          |
| 14    | 6       | Карлос Гарроте Лазаро Лопес            | Іспанія   | 1:33.613 |          |
| 15    | 9       | Еету Колехмайнен Жеремі Крістоф Гакала | Фінляндія | 1:33.738 |          |
| 16    | 3       | Віктор Аасмул Мортен Граверсен         | Данія     | 1:33.781 |          |
| 17    | 7       | Янгел Стоянов Веселін Валхов           | Болгарія  | 1:36.619 |          |
| 18    | 1       | Георге Тента Даріуш Захарая            | Румунія   | 1:36.921 |          |